# 2470 Agematsu
2470 Agematsu је астероид главног астероидног појаса чија средња удаљеност од Сунца износи 2,888 астрономских јединица (АЈ).
Апсолутна магнитуда астероида је 12,0.